# Kadidia Sidibé-Aoudou
Kadidia Sidibé-Aoudou ou Kadidia Sidibé, née en 1944 à Gao, est une militante malienne contre les mutilations génitales.

## Biographie
Grâce à la détermination d'un père qui n'avait pu recevoir d'instruction et qui a voulu que ses enfants fassent des études, elle va à l'école, elle échappe à un mariage arrangé dès sa naissance, peut poursuivre sa scolarité et devient professeur d'anglais. Mais alors qu'elle a 26 ans, une de ses élèves meurt des suites d'une excision, et elle commence à militer contre ces mutilations génitales, justifiées par des arguments religieux ou par la tradition.
En 1991, elle cofonde l'AMSOPT : Association malienne pour le suivi et l'orientation des pratiques traditionnelles. Elle fait le tour de villages de différentes régions du Mali, et y rencontre les chefs coutumiers pour les villages animistes ou les chefs religieux, leur expliquant les dangers de cette pratique. Elle crée des liens avec les femmes les plus influentes localement, forme des animatrices et choisit des relais. Elle se met également à l'écoute des femmes ayant subi ces pratiques et souffrant de complication, pour entamer un suivi médical. Peu à peu les pratiques commencent à régresser. De 1975, où 92 % des femmes étaient excisées au Mali, ce pays est passé en 2009 à 85 %.
En 2005, le Mali adopte le protocole de Maputo, qui condamne notamment ces mutilations. Mais aucun dispositif législatif n'est mis en place pour les sanctionner concrètement sur ce territoire.